# Juan Ignacio Larrea Holguín
Juan Ignacio Larrea Holguín (ur. 10 sierpnia 1927 w Buenos Aires, zm. 27 sierpnia 2006 w Quito) – arcybiskup i prawnik (autor ponad 60 książek fachowych), pierwszy członek Opus Dei w Ekwadorze.

## Życiorys
Jego ojcem był Carlos Manuel Larrea Rivadeneira, ambasador Ekwadoru w Argentynie (później przy Watykanie), historyk. Do szkół uczęszczał w Ekwadorze (szkoła salezjańska), w Peru i w Argentynie, następnie studiował prawo na Papieskim Uniwersytecie Katolickim Ekwadoru (PUCE). Studia kontynuował we Włoszech, uzyskując na Uniwersytecie Rzymskim stopień naukowy doktora i następnie doktorat na PUCE. Później otrzymał jeszcze doktorat z prawa kanonicznego na Angelicum w Rzymie. Podczas studiów włoskich 1949 Larrea Holguín napotkał św. Josemaría Escrivá de Balaguer, pod którego wpływem wstąpił do Opus Dei, stając się jako numerariusz pierwszym członkiem tej religijnej organizacji w swoim kraju. Był adwokatem. 5 sierpnia 1962 otrzymał święcenia kapłańskie jako duchowny Opus Dei.
Papież Paweł VI mianował go biskupem pomocniczym Quito, święcenia otrzymał 15 czerwca 1969 jako bp tytularny Cellae in Proconsulari. 1975 został przeniesiony do diecezji Ibarra. Jan Paweł II mianował go 1983 pierwszym biskupem polowym Ekwadoru (do 1989, bp tytularny Novi), a 1988 przeniósł jako koadiutora do Guayaquil, gdzie 1989 został arcybiskupem. W roku 2003 papież zaakceptował jego rezygnację, złożoną w związku z osiągnięciem 75 roku życia i długotrwałą chorobą. Odtąd arcybiskup poświęcił się służbie dla Opus Dei oraz pisaniu dzieł religijnych i prawniczych. Jego następcą został abp Antonio Arregui Yarza. 
Abp Larrea Holguín był profesorem kilku krajowych uniwersytetów, w tym Katolickiego Uniwersytetu w Guayaquil i Uniwersytetu Centralnego. Wykładał m.in. w Akademii Dyplomatycznej, w seminariach duchownych w Ibarra i Guayaquil. Uczestniczył w szeregu konferencji międzynarodowych. W latach 1953–1954 był sekretarzem Komitetu Krajowego UNESCO. Był m.in. wiceprzewodniczącym Odwoławczej Komisji Wyborczej i doradcą prezydenta republiki, Sądu Najwyższego i Ministerstwa Rolnictwa. Wchodził w skład komisji przygotowującej nową ustawę zasadniczą kraju (1998). Otrzymał doktorat honorowy Katolickiego Uniwersytetu w Guayaquil, nagrodę „Tobar” miasta Quito oraz krajową Nagrodę im. Eugenio Espejo.
Abp Larrea Holguín był bardzo aktywny na wszystkich powierzonych sobie urzędach. Wspierał proces beatyfikacyjny bł. Narcyzy z Nobol (Narcisa de Jesús Martillo y Morán). W 1980 założył seminarium duchowne w Ibarra, które wykształciło ponad 120 księży. Popierał utworzenie domów dla ponad 5000 rodzin w prowincji Imbabura. Obecnie trwają przygotowania do jego procesu kanonizacyjnego.

## Główne dzieła
Prawnicze:
- Enciclopedia Jurídica Ecuatoriana
- Manual elemental de derecho civil del Ecuador (4 t.)
- Manual de Derecho Internacional Privado Ecuatoriano (15 t.)
- 145 Años de Legislación
- Repertorios de Jurisprudencia
- Derecho Eclesiástico Ecuatoriano

Religijne:
- Novena a San Josemaría Escrivá
- Novena a Juan Pablo II
- Novena a Monseñor Álvaro del Portillo